# Giovanni Giva Magnetti
Giovanni Giva Magnetti (Trino, 12 novembre 1909 – ...) è stato un calciatore italiano, di ruolo centrocampista.

## Carriera
Cresciuto nelle squadre della ULIC di Vercelli, giocò in Serie A con la Pro Vercelli.